# Ana Oliveira (política)
Ana Oliveira (Serrinha, 7 de março de 1913-Salvador, 1 de setembro de 1985) foi uma servidora pública e política brasileira.

## Biografia
Nascida e educada em Serrinha, onde cursou o ensino secundário naquele município se mudaria para Juazeiro, onde trabalhou no serviço público.
Na década de 1930, oriunda do serviço público, Ana Oliveira foi oficial administrativo do ex-IAPAM, tendo sido uma das primeiras mulheres a serem eleitas para um cargo público no interior da Bahia, ao ter exercido o cargo de vereadora na Câmara Municipal de Juazeiro em 1934.
Na Câmara Municipal de Juazeiro, ela ocupou os cargos na Mesa Diretora de Primeira Secretária e de Segunda Secretária do Poder Legislativo municipal.
Entre 1952 a 1956, Ana Oliveira exerceu o cargo de presidente da Associação Assistencial de Juazeiro.
Ela foi uma das mulheres pioneiras a serem eleitas para um cargo no Poder Legislativo estadual da Bahia, visto que a primeira mulher a ocupar esse posto foi a deputada Maria Luísa Bittencourt, eleita para a Assembléia Constituinte do Estado da Bahia de 1935, a qual se destacou na defesa da democracia e contra o golpe militar do Estado Novo produzido por Getúlio Vargas.
O pioneirismo de Ana Oliveira se deu com a assunção do cargo de deputada estadual para a Assembléia Legislativa do Estado da Bahia, quando, na condição de suplente pelo Partido Libertador (PL), ela assumiu em diversos momentos durante as legislaturas de 1955-1959 e de 1959-1963.
Em 1962, ela foi eleita deputada estadual da Bahia pelo PL para a legislatura de 1963 a 1967. No ano de 1963, ela foi a primeira mulher a presidir uma sessão na Assembleia Legislativa do Estado da Bahia.
Em 1967, ela foi reeleita para a Assembleia Legislativa baiana, tendo exercido o mandato parlamentar de deputada estadual pela ARENA durante as legislaturas de 1967 a 1971, 1971 a 1975 e de 1975 a 1979.
No final de sua carreira política, Ana Oliveira ocupou cargos públicos no Poder Executivo como Diretora-Presidente da Companhia de Adubos e Materiais Agrícolas da Bahia (CAMAB), em 1979, e de Membro do Conselho de Administração dos Funcionários Públicos do Estado da Bahia, em 1980.

## Atuação política durante o golpe militar de 1964
Em março de 1964, durante a realização das manifestações organizadas por grupos conservadores e as classes médias urbanas do Rio de Janeiro e de Belo Horizonte contra o Governo João Goulart, a chamada Marcha da Família com Deus pela Liberdade, a deputada Ana Oliveira fez diversos discursos na tribuna da Assembléia Legislativa do Estado da Bahia conclamando as mulheres baianas a realizar mobilização semelhante na Bahia e, também, alertando para o "risco da ameaça comunista".
Com o golpe militar de 1964 e a reforma constitucional de 1965 que implantou o bipartidarismo no Brasil, na condição de política de pauta conservadora e apoiadora da Ditadura Militar de 1964, ela se filiou à Aliança Renovadora Nacional (ARENA), exercendo diversos mandatos como deputada estadual no Poder Legislativo baiano.

## Homenagens póstumas
A Câmara Municipal de Juazeiro criou a Comenda deputada Ana Oliveira, um título honorífico voltado para homenagear mulheres que se destacam na sociedade juazeirense.
No município de Mucuri, há uma escola municipal nomeada como Escola Municipal Deputada Ana Oliveira.